# Gare des Invalides
Gare des Invalides egy vasútállomás és RER állomás Franciaországban, Párizs VII. kerületében az Invalidusok háza közelében, melyről nevét is kapta.

## Vasútvonalak
Az állomást az alábbi vasútvonalak érintik:
- Invalides-Versailles-Rive-Gauche-vasútvonal

## Kapcsolódó állomások
A vasútállomáshoz az alábbi állomások vannak a legközelebb:
- Gare du Pont de l'Alma (Gare de Saint-Quentin-en-Yvelines - Montigny-le-Bretonneux, Gare de Pontoise, Gare de Versailles-Château-Rive-Gauche, Invalides-Versailles-Rive-Gauche-vasútvonal, RER C)
- Gare de Musée d’Orsay (Gare de Saint-Martin-d'Étampes, Gare de Dourdan - La Forêt, Gare de Massy - Palaiseau, Invalides-Versailles-Rive-Gauche-vasútvonal, RER C)

## Képgaléria

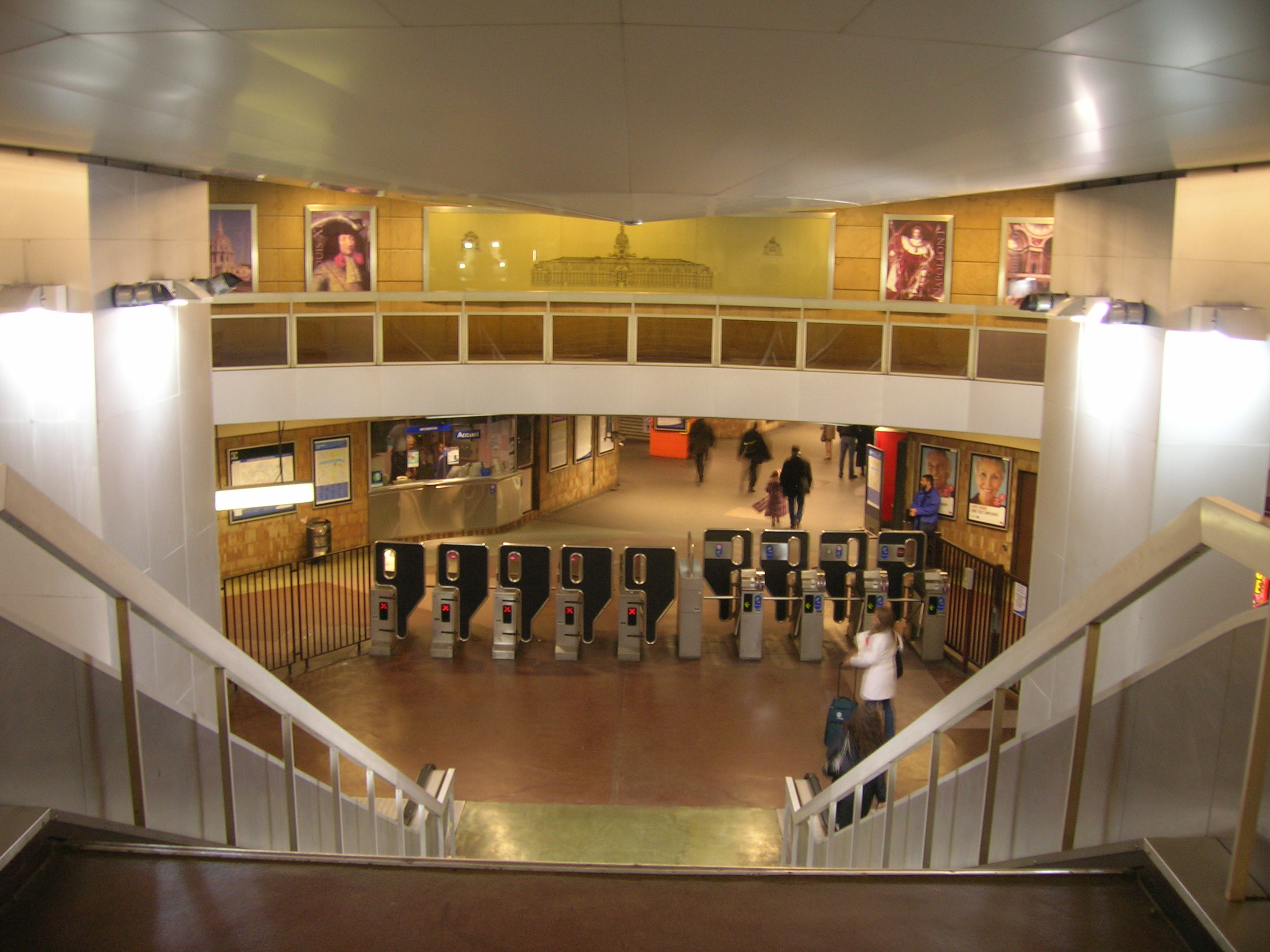
Invalides állomás RER jegypénztára
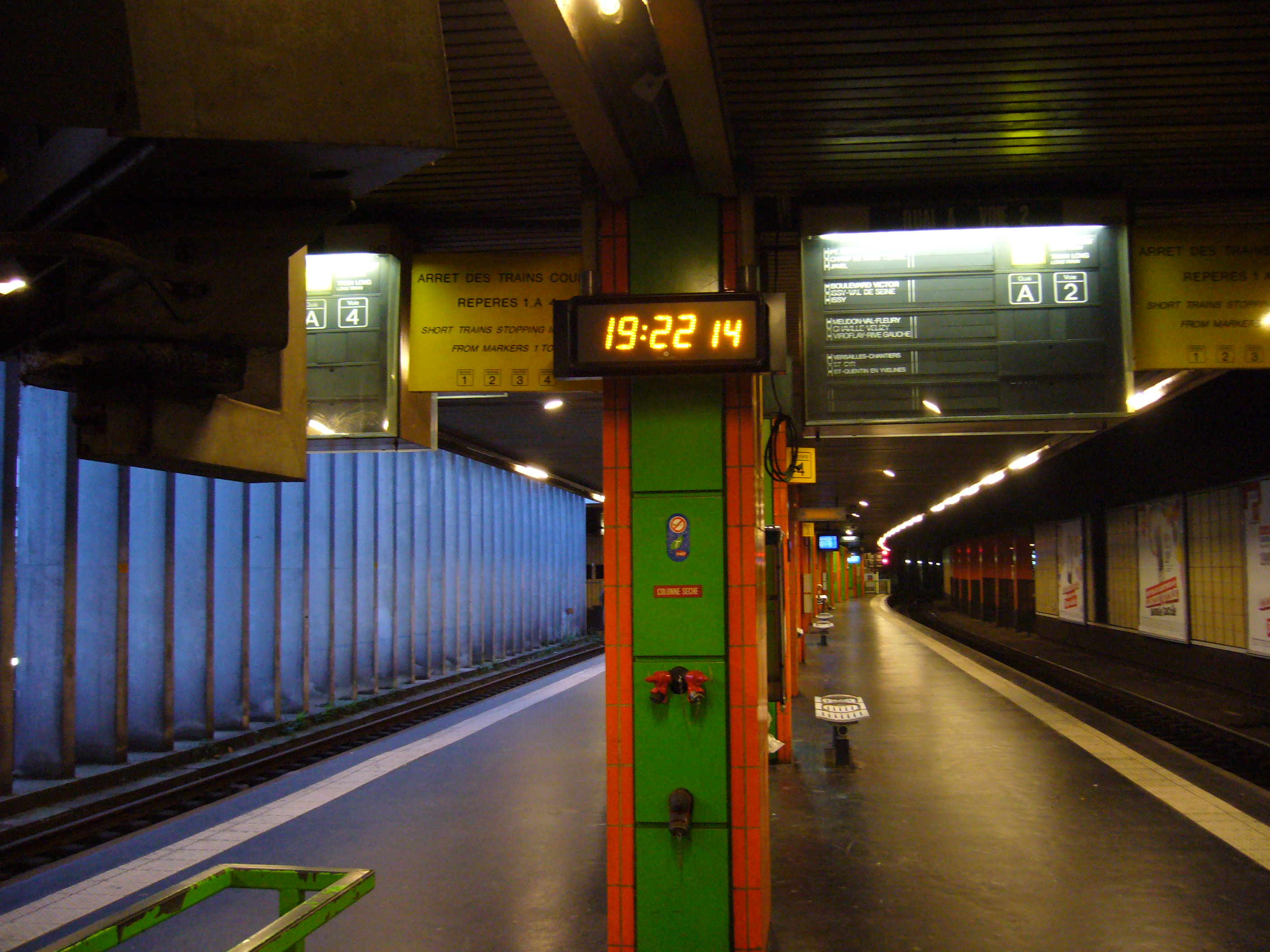
A RER C vonal peronjai
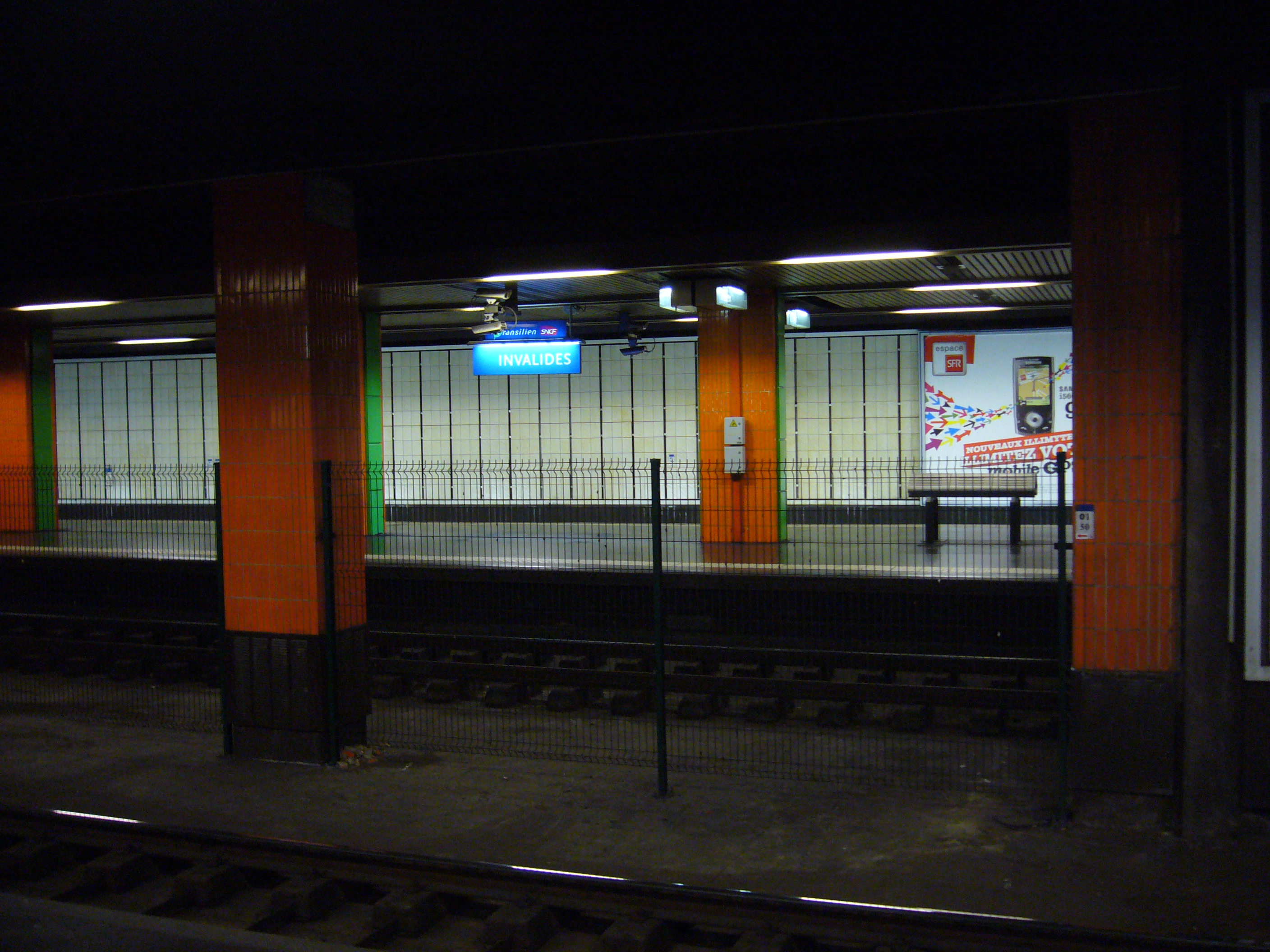
A RER C vonal peronjai

## Lásd még
- Franciaország vasútállomásainak listája
- A párizsi RER állomásainak listája